# Іннернцелль
Іннернцелль (нім. Innernzell) — громада в Німеччині, знаходиться в землі Баварія. Підпорядковується адміністративному округу Нижня Баварія. Входить до складу району Фраюнг-Графенау. Складова частина об'єднання громад Шенберг.
Площа — 22,13 км2. Населення становить 1570 ос. (станом на 31 грудня 2020).